# Gino Marinacci
Gino Marinacci (Raiano, 24 agosto 1926 – 1982) è stato un flautista, sassofonista e compositore italiano.

## Biografia
Polistrumentista italiano, compositore ed arrangiatore, ha suonato nelle orchestre della Rai con musicisti come Piero Piccioni, Ennio Morricone, Riccardo Muti, Ferruccio Scaglia, Franco Ferrara, Pietro Argento, Bruno Maderna, Daniele Paris e con la grande Orchestra ritmo sinfonica di Radio Torino diretta da Armando Trovajoli ed altri nomi illustri.
Ha condotto la trasmissione televisiva Amico Flauto per la RAI collaborando con Mina, Severino Gazzelloni, Milva, Dionne Warwick ed altri.
Ha inciso disco con musicisti come Chet Baker, Gianni Ferrio, Piero Umiliani e molti altri.

## Discografia (parziale)
- Amico Flauto (Dalla Trasmissione Televisiva), Idea, IL 5001, 1972
- ll Flauto di Gino Marinacci, Leonardi, 1970
- Idea, RCA Original Cast KOLS 1012,1971
- Atom Flower's RRC RCP 711, 1972
- Gino Marinacci, IL110, 1976
- Arpa in Jazz, Campi Editore Recording, CLP. 100-008, 1965